# Der vollkommene Capellmeister
Der vollkommene Capellmeister ist eine musikalische Abhandlung von Johann Mattheson (1681–1764), die 1739 in Hamburg veröffentlicht wurde. Sie gilt als einer der Basistexte der Musikästhetik und Musiktheorie.

## Geschichte
Matthesons Traktat aus der Zeit des Übergangs von der barocken zur klassischen Epoche gehört zu den wichtigsten spezifischen Texten der Barockzeit. Es behandelt Themen wie musikalischen Geschmack, Instrumentenkunde, Formenlehre, Aufführungspraxis, Verzierungen und Musiktheorie. Mattheson befasst sich auch mit der Ausbildung von Kapellmeistern, wobei er die erforderlichen Fähigkeiten und Gaben erörtert und die verschiedenen Aufgaben und Erwartungen hervorhebt. Das Buch enthält auch Anekdoten und Kuriositäten über die Musiker der damaligen Zeit, wie Bach, Händel und Vivaldi.
Zahlreiche Komponisten haben sich in den folgenden Jahrzehnten in Fragen der Aufführungspraxis und Musikästhetik auf die Ausführungen Matthesons bezogen.

## Ausgaben
- Der vollkommene Capellmeister. (PDF) Hamburg 1739; Auszüge und Vollständiges Digitalisat
- Johann Mattheson: Der vollkommene Capellmeister. Hrsg. Margarete Reimann. Bärenreiter Verlag, Kassel / Basel 1954 (Faksimile-Nachdruck; Documenta Musicologica, 1).
- Johann Mattheson: Der vollkommene Capellmeister. Hrsg. Friederike Ramm. Bärenreiter-Studienausgabe. Bärenreiter, Kassel / Basel / London / New York / Prag 1999, ISBN 3-7618-1413-5.